# (29417) 1996 XR26
(29417) 1996 XR26 est un astéroïde de la ceinture principale d'astéroïdes découvert en 1996.

## Description
(29417) 1996 XR26 a été découvert le 6 décembre 1996 à la station de Xinglong, dans la province chinoise d'Hebei (Chine), par le Beijing Schmidt CCD Asteroid Program.

### Caractéristiques orbitales
L'orbite de cet astéroïde est caractérisée par un demi-grand axe de 2,78 ua, un périhélie de 2,23 ua, une excentricité de 0,20 et une inclinaison de 8,31° par rapport à l'écliptique. Du fait de ces caractéristiques, à savoir un demi-grand axe compris entre 2 et 3,2 ua et un périhélie supérieur à 1,666 ua, il est classé, selon la JPL Small-Body Database, comme objet de la ceinture principale d'astéroïdes.

### Caractéristiques physiques
(29417) 1996 XR26 a une magnitude absolue (H) de 13,3 et un albédo estimé à 0,113.